# Kobilje (Malo Crniće)
Kobilje (Servisch: Кобиље) is een plaats in de Servische gemeente Malo Crniće. De plaats telt 930 inwoners (2002).